# گونیخا
گونیخا (به لاتین: Gunikha) یک منطقهٔ مسکونی در روسیه است که در سرزمین آلتای واقع شده‌است.